# تطوير اختبارات كوفيد-19
شكّل تطوير اختبارات كوفيد-19 أولوية رئيسية للصحة العامة خلال الشهور الأولى من جائحة كوفيد-19.
في يناير 2020، نشر عدد من علماء الصين التسلسلات الوراثية الأولى لفيروس سارس-كوف-2 عبر مبادرة «جي آي إس إيه آي دي»، برنامج لمعالجة بيانات التسلسلات الوراثية. استخدم الباحثون في جميع أنحاء العالم هذه البيانات في بناء اختبارات جزيئية للفيروس. طُورت لاحقًا الاختبارات المعتمدة على الأجسام المضادة ومولدات الضد.
كانت إمدادات الاختبار محدودة بعد تطوير الاختبارات الأولى. نتيجة لذلك، لم تستطع أي دولة إيجاد بيانات موثوقة حول انتشار الفيروس في وقت مبكر من الجائحة. دعت منظمة الصحة العالمية (دبليو إتش أو) وعدد من الخبراء الأخرين إلى تكثيف الاختبارات بوصفها الطريقة المثلى لإبطاء انتشار الفيروس. أدى نقص المعدات الطبية والكواشف الكيميائية إلى عرقلة الاختبارات المكثفة في الاتحاد الأوروبي، والمملكة المتحدة والولايات المتحدة. بالإضافة إلى ذلك، واجهت الاختبارات الأولى العديد من المشاكل المتعلقة بالموثوقية.

## 2020

### يناير
في 10 يناير، أعلنت هيئة الصحة العامة لإنكلترا عن اختبار جديد معتمد على المسحات الفموية، باستخدام مقايسة تفاعل البوليمراز المتسلسل للنسخ العكسي «آر تي – بّي سي آر» (جين آر دي آر بي) بالزمن الحقيقي.
نشر عدد من علماء الصين المعلومات الأولى عن الجينوم الفيروسي في 11 يناير 2020، وأرسلوا العديد من تسلسلات الجينوم المتعددة إلى «جي آي إس إيه آي دي»، التي تُعد آلية أساسية لمشاركة بيانات التسلسلات الجينية للإنفلونزا. استطاع المعهد الماليزي للأبحاث الطبية (آي إم آر) في نفس اليوم إنتاج «بادئات ومسابر» مخصصة لاختبار سارس-كوف-2 «آر تي – بّي سي آر». استُخدمت مواد المعهد الماليزي للأبحاث الطبية في تشخيص مريض ماليزيا الأول في 24 يناير. مثّلت مجموعة «بي جي آي» بدورها إحدى أوائل الشركات الحاصلة على موافقة الاستخدام الطارئ لاختبار الحمض النووي من إدارة المنتجات الطبية الوطنية في الصين.
نُشر بروتوكول اختبار الحمض النووي الألماني في 17 يناير. طور المستشفى الجامعي شاريتيه في برلين اختبار «بّي سي آر» المبكر، بالتعاون مع جهات أكاديمية في أوروبا وهونغ كونغ، ونشره في 23 يناير. استخدم الاختبار «آر تي آر تي – بّي سي آر»، وشكّل أساس المجموعات الموزعة من قبل منظمة الصحة العالمية (دبليو إتش أو) التي بلغ عددها 250,000 مجموعة.
في روسيا، طور مركز علم الفيروسات والتكنولوجيا الحيوية «فيكتور» اختبار كوفيد-19 الأول. بدأ إنتاج الاختبار في 24 يناير.
في الولايات المتحدة، طورت مراكز السيطرة على الأمراض والوقاية منها (سي دي سي) المجموعة التشخيصية لسارس-كوف-2 باستخدام «بّي سي آر» الزمن الحقيقي. أصبح هذا البروتوكول متوفرًا في 28 يناير. تعرض واحد من ثلاثة اختبارات في المجموعات الأولى للفشل بسبب الكواشف الكيميائية المعيبة.

### فبراير
في 4 فبراير، وافقت المراكز الكورية للسيطرة على الأمراض والوقاية منها (كيه سي دي سي) على اختبار الحمض النووي في المرحلة السريرية (باور-تشيك كورونا فايروس) الخاص بشركة كوغين-بيوتيك الكورية الجنوبية.
في 5 فبراير في ووهان، افتتحت مجموعة «بي جي آي» مختبر «هو-يان» (بالصينية: 火眼، «عين النار») المؤقت لحالات الكشف الطارئة بمساحة 2,000 متر مربع. عالج المختبر أكثر من 10,000 عينة في اليوم. تطلب بناء المختبر 5 أيام. تولت مختبرات هو-يان في كل من شنجن وتيانجين وبكين وشانغهاي، في إجمالي 12 مدينة حول الصين، مهمة متابعة مختبر ووهان.
في 11 فبراير، حصل الاختبار على موافقة الخدمات الفدرالية للإشراف على الرعاية الصحية في روسيا.
في هذا الشهر، رفضت مراكز السيطرة على الأمراض والوقاية منها (سي دي سي) في الولايات المتحدة السماح بمعالجة الاختبارات في المختبرات الأخرى، ما أدى إلى عدد قليل من المعالجات بمتوسط يقل عن 100 عينة في اليوم. لم يُعلن عن موثوقية الاختبارات ذات المكونين حتى 28 فبراير، إذ سُمح للمختبرات المحلية والحكومية ببدء الاختبار. حصل الاختبار على موافقة إدارة الغذاء والدواء (إف دي إيه) بموجب إذن الاستخدام الطارئ (إي يو إيه).

### مارس
نتيجة الاختبارات المحدودة، لم تستطع أي دولة إيجاد بيانات موثوقة حول انتشار الفيروس بين السكان. أدى التباين في الاختبارات إلى تحريف معدلات إماتة الحالات الواردة، إذ من المرجح مبالغة الكثير من الدول في تقديرها نتيجة الانحياز الاستيعاني. أدى نقص المعدات الطبية والكواشف الكيميائية إلى عرقلة الاختبارات المكثفة في الاتحاد الأوروبي، والمملكة المتحدة والولايات المتحدة.
بحلول 4 مارس، وصلت الصين إلى 50,000 اختبار في اليوم. فحصت دراسة 1,070 عينة مأخوذة من 205 مرضى في ووهان، وأفادت بتنوع الحساسية واختلافها وفقًا لوسائل جمع العينات وموقعها. أظهرت عينات سائل غسل القصبات والأسناخ الحساسية الأعلى. جادل الباحثون بإظهار فحوص التصوير المقطعي المحوسب (سي تي) حساسية أعلى.
بدأت المختبرات التجارية في الولايات المتحدة في إجراء الاختبارات منذ أوائل مارس. اعتبارًا من 5 مارس، أعلنت شركة لاب-كورب عن توفر اختبار كوفيد-19 المعتمد على «آر تي – بّي سي آر» على مستوى الدولة. وفرت مختبرات كويست التشخيصية الاختبار على مستوى الدولة في 9 مارس. شهد الطلب على الاختبارات في الولايات المتحدة ارتفاعًا سريعًا، ما أدى إلى تراكم مئات الآلاف من طلبات الاختبار في مختبرات الولايات المتحدة الخاصة. استمرت إمدادات المسحات والكواشف الكيميائية بالتأزم. في 25 مايو، حمّلت الولايات المتحدة كل ولاية مسؤولية تلبية احتياجات الاختبار الخاصة بها. في مارس، أصدرت إدارة الغذاء والدواء (إف دي إيه) أذون الاستخدام الطارئ (إي يو إيه إس) لاختبارات الحمض النووي الخاصة بكل من هولوجيك (16/3)، ومختبرات أبوت (18/3)، وثيرمو فيشر ساينتفك (19/3)، وسيفييد (21/3) ولاب-كورب (30/4).
في 12 مارس، أعلنت مايو كلينك عن اختبار الحمض النووي الخاص بها.
في 16 مارس، دعت منظمة الصحة العالمية (دبليو إتش أو) إلى تكثيف برامج الاختبارات بوصفها الطريقة المثلى لإبطاء انتشار الفيروس. في البداية، فاق عدد الاختبارات في العديد من الدول الأوروبية تلك التي أجرتها الولايات المتحدة. بحلول 19 مارس، توفرت الاختبارات أثناء القيادة في العديد من المدن الكبرى.
اعتبارًا من 22 مارس، استطاعت ألمانيا الوصول إلى 160,000 اختبار في الأسبوع وفقًا لرئيس معهد روبرت كوخ. اعتبارًا من 26 مارس، قدّر وزير الصحة الألماني ينس شبان بوصول ألمانيا إلى 200,000 اختبار في الأسبوع. تتميز ألمانيا بالصناعة التشخيصية الطبية الضخمة، مع أكثر من مئة مختبر لإجراء الاختبارات، وتوفير التكنولوجيا والبنية التحتية اللازمة لتحقيق الزيادات السريعة في الاختبار. يتحمل التأمين تكاليف الاختبار عند طلبه من قبل طبيب. اعتبارًا من نهاية مارس، فُحصت 483,295 عينة على الأقل وكانت 33,491 عينة منها (6.9%) إيجابية.
في 26 مارس، أعطت 80% من مجموعات الاختبار التي اشترتها التشيك من الصين نتائج غير دقيقة. اشترت سلوفاكيا بدورها 1.2 مليون مجموعة اختبار معتمدة على الأجسام المضادة من الصين، ووُجد لاحقًا أن هذه المجموعات غير دقيقة. اتهمت الصين كلًا من التشيك وسلوفاكيا بالاستخدام غير الصحيح لهذه الاختبارات. أفاد أتيس كارا من وزارة الصحة التركية بظهور «معدل خطأ مرتفع» في مجموعات الاختبار التي اشترتها تركيا من الصين.
اشترت إسبانيا مجموعات اختبار شركة شنجن بيو-إيزي التقنية الحيوية المحدودة الصينية، لكنها وجدت نتائجها غير مقبولة. أوضح الصانع أن النتائج الخاطئة ناجمة عن الفشل في جمع العينات أو الاستخدام الصحيح للمجموعة. في 27 مارس، توجهت الوزارة الإسبانية إلى بائع آخر لمجموعات الاختبار، شنجن بيو-إيزي.
بحلول 31 مارس، تفوقت الإمارات العربية المتحدة على جميع الدول في عدد الاختبارات المطبقة على سكانها لكل فرد. طبقت الإمارات العربية المتحدة مزيجًا من مجموعات العينات المأخوذة أثناء القيادة، ومختبر المدخلات الجماعية من المجموعة 42 و«بي جي آي». أجرى المختبر عشرات الآلاف من اختبارات «آر تي – بّي سي آر» يوميًا، واعتبُر المختبر الأول الذي استطاع الوصول إلى هذا المستوى من التشغيل بعد الصين.
بحلول نهاية الشهر، تخطى عدد الاختبارات 200 ألف اختبار في الأسبوع.